# Mbaka (Ebone)
Pour les articles homonymes, voir Mbaka.
Mbaka est un village camerounais situé dans la région du Littoral, dans le département du Moungo et dans l'arrondissement du Nlonako.

## Population et développement
En 1967, la population de Mbaka était de 85 habitants, essentiellement des Bakaka. Lors du recensement de 2005, elle était de 86 habitants.